# Ioánnis Tzoúnis
Ioánnis Tzoúnis (grec moderne : Ιωάννης Τζούνης), né le 13 octobre 1920, est un homme politique. Il est député européen.